# Luxor Museum
Het Luxor Museum is een museum in Luxor (het oude Thebe), Egypte. Het is gesitueerd in het centrum van de stad en kijkt uit over de Nijl.
Het museum is gehuisvest in een kleine speciaal gebouwd gebouw en werd geopend in 1975. De kwantiteit van de artefacts van het museum is vele malen lager dan de hoofdcollectie in het Egyptisch Museum in Caïro. Dit is echter met opzet gedaan en het museum prijst zichzelf door de kwaliteit van de stukken en de heldere overzichtelijke manier waarop ze tentoongesteld worden.
Bij de topstukken behoren de objecten uit de tombe van Toetanchamon (Graf DK 62) en een collectie van 26 geweldig bewaard gebleven beelden uit het Nieuwe Koninkrijk die in 1989 gevonden werden in een opbergplaats in de Luxortempel.
De koninklijke mummies van twee faraos - Ahmose en Ramses I - zijn sinds maart 2004 ook opgenomen in de tentoonstelling. Verder bestaat de collectie vooral uit voorwerpen gevonden in de Thebaanse regio. Een belangrijk voorwerp in de tentoonstelling is de reconstructie van een van de muren van Achnatons tempel in Karnak. Een van de karakteristieke voorwerpen in de tentoonstelling is een kalkstenen dubbelstandbeeld van de god Sobek en farao Amenhotep III van de 18e dynastie.